# Cillian Sheridan
Cillian Sheridan (* 23. Februar 1989 in Bailieborough) ist ein irischer Fußballspieler.

## Karriere
Sheridan begann seine Karriere bei Belvedere FC und spielte dort bis 2006. Nach seinem Wechsel zu Celtic Glasgow wurde er ein Jahr später aus der Jugendabteilung in die erste Mannschaft geholt. Sein Debüt in Schottland gab er am 20. Mai 2007 im Meister-Playoff gegen Hibernian Edinburgh. Er wurde in der 88. Minute für Craig Beattie eingewechselt. Das Spiel in Edinburgh wurde 1:2 verloren. Am Ende wurde Celtic schottischer Meister und Pokalsieger. In der darauffolgenden Saison kam der Ire wiederum im Meister-Playoff zu einem Einsatz. Celtic konnte den Titel verteidigen. 2008/09 wurde er bereits im Herbst eingesetzt und kam zu zwölf Spielen, weiters erzielte er vier Tore. Sein erstes gelang Sheridan am 25. Oktober 2008 gegen Hibernian.

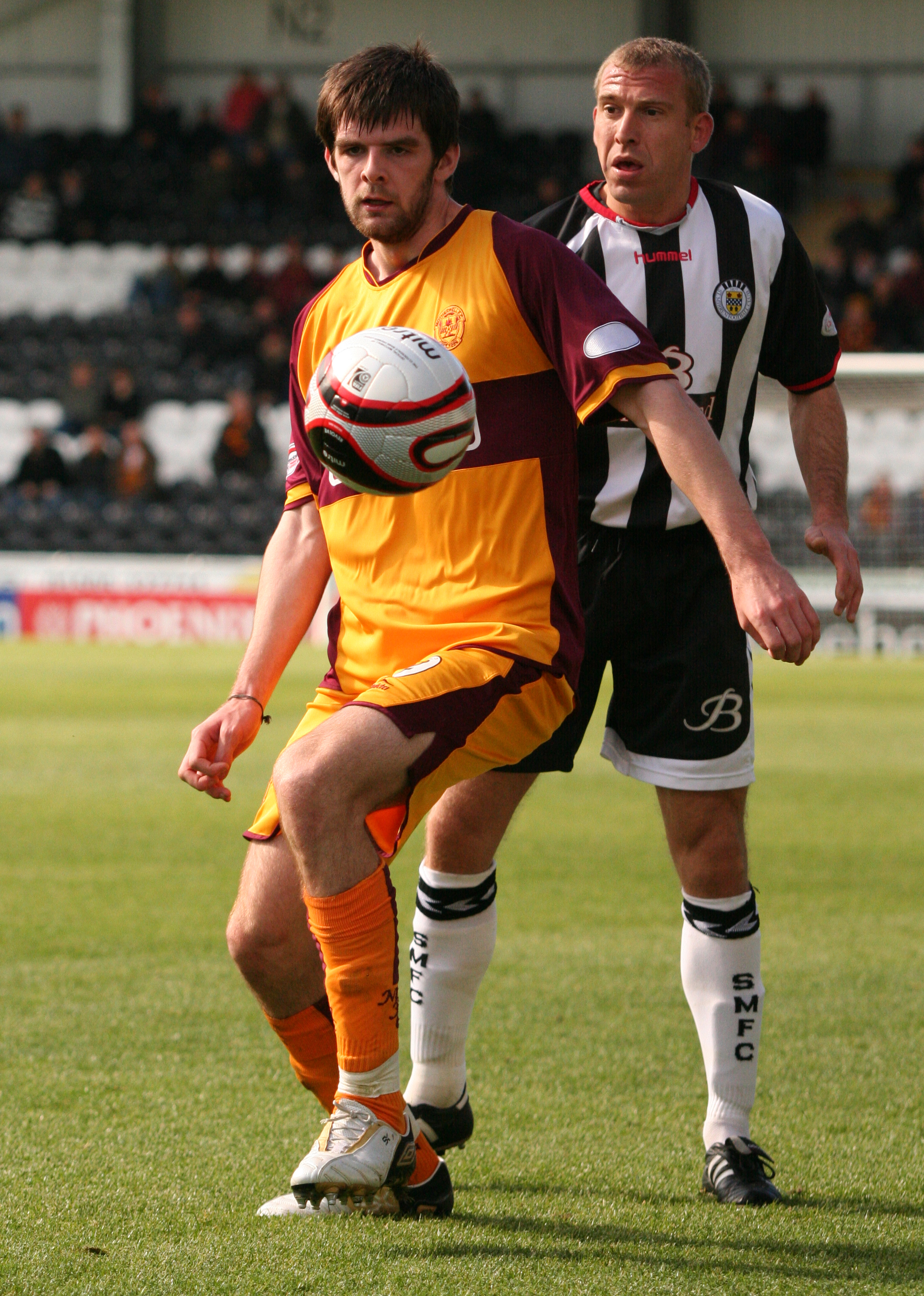
Cillian Sheridan in Aktion für den FC Motherwell (2009)

Im Februar 2009 wurde er an den FC Motherwell verliehen, wessen Kader er bis zum Saisonende angehörte. Der Verein wurde mit dem Linksaußen Siebenter. Danach wechselte er für ein halbes Jahr nach England zu Plymouth Argyle. Er verließ die zweithöchste englische Spielklasse im Winter und kehrte daraufhin nach Schottland zum FC St. Johnstone zurück. Am Ende wurde der achte Gesamtrang erreicht.
Im Sommer 2010 unterschrieb Sheridan einen Vertrag beim bulgarischen Vizemeister ZSKA Sofia. Mit den Bulgaren gab er sein Debüt auf europäischer Klubebene. Im Play-off-Spiel zur Qualifikation zur Europa League gegen den Vertreter aus Wales The New Saints FC am 19. August 2010 wurde er in der 54. Minute eingewechselt. Das Spiel wurde 3:0 gewonnen. Der Durchbruch ließ in Sofia jedoch auf sich warten und so verbrachte er sein zweites Vertragsjahr auf Leihbasis erneut in Schottland beim FC St. Johnstone.
Kurz nach Beginn der Saison 2012/13 gab ZSKA Sofia Sheridan endgültig für einen Wechsel frei und so unterzeichnete dieser im September 2012 einen Kontrakt über zwei Jahre bei einem weiteren schottischen Erstligisten – dem FC Kilmarnock. Bereits bei seinem dritten Ligaeinsatz für „Killie“ schoss er alle Tore zum 3:1-Erfolg bei Heart of Midlothian.
Nach Stationen bei APOEL Nikosia, Omonia Nikosia und Jagiellonia Białystok spielte er seit Anfang Januar 2019 für den neuseeländischen Verein Wellington Phoenix. Doch schon sechs Monate später folgte der Wechsel zum israelischen Erstligisten Hapoel Ironi Kirjat Schmona.

### Nationalmannschaft
Sein Debüt in der irischen A-Nationalmannschaft gab Sheridan am 25. Mai 2010 im Freundschaftsspiel gegen Paraguay. Er wurde in der 63. Minute für Robbie Keane eingewechselt. Das Spiel in Dublin wurde 2:1 gewonnen. Im gleichen Jahr wurde er noch zweimal eingesetzt und seitdem nicht mehr berücksichtigt.

## Erfolge
- Schottischer Meister: 2008
- Schottischer Ligapokalsieger: 2009
- Bulgarischer Pokalsieger: 2011
- Zyprischer Meister: 2014, 2015
- Zyprischer Pokalsieger: 2014, 2015